# Park im. Włodzimierza Mazura w Sosnowcu
Park im. Włodzimierza Mazura – niewielki teren zielony pokryty drzewostanem, uznany za park gminny, znajdujący się w dzielnicy Porąbka na osiedlu Juliusz w Sosnowcu u zbiegu ulic Spadochroniarzy, Minerów i Czołgistów.
Teren parku obejmuje działki nr: 2616/3, 2625/11 obręb geodezyjny 0007 Porąbka zajmuje obszar 1,5 ha.
Park nosi imię Włodzimierza Mazura, który przed laty mieszkał w pobliżu.